# 巴朗恩
巴朗恩（挪威語：Ballangen）是挪威諾爾蘭郡已撤销的市镇，存在於1925年至2020年間。市鎮面積約932平方（360平方英里），行政中心為巴朗恩村。